# Крупный калибр
«Крупный калибр» (итал. Tony Arzenta) — художественный фильм 1973 года совместного производства Италии и Франции, боевик с Аленом Делоном в главной роли.

## Сюжет
Тони Ардзента (Ален Делон) — наёмный убийца и служит преступному синдикату. Со временем он решает выйти из дела и прямо сообщает своему боссу Нику Густо (Ричард Конте), что заказ на устранение криминального босса был последним. Но из синдиката нельзя выйти просто так, тем более что Ардзента очень много знает о верхушке и её делах. Посовещавшись, главы гангстеров решают убить Тони: по их приказу взорвана его машина, но по случайности в неё сел не Тони, а его жена с ребёнком, которые погибают.
Ардзента хоронит своих близких, после чего на него совершается ещё одно покушение. Уничтожив нападавших, Тони решает мстить и начинает методично уничтожать глав мафии.
В конце концов, когда пролилось немало крови и почти все главари были ликвидированы, бывший хозяин Ардзенты, Ник Густо, опасаясь за свою жизнь, решает заключить с ним мир. Но близкий друг Тони, Лука Деннино (Джанкарло Сбраджа), которому пообещали место убитого главаря мафии, предаёт Ардзенту и подло убивает его во время свадебной церемонии.

## В ролях
- Ален Делон — Тони Ардзента
- Ричард Конте — Ник Густо
- Карла Гравина
- Марк Порель
- Роже Анин
- Николетта Макиавелли
- Гвидо Альберти
- Лоредана Нушиак
- Антон Диффринг — Ганс Грюнвальд (в титрах не указан)
- Этторе Манни — Джесмундо, владелец сауны
- Умберто Орсини — Иснелло, правая рука Гасто
- Эрика Бланк — проститутка